# Sayn
Sayn fu una contea tedesca medievale situata in Renania-Palatinato e nella Renania Settentrionale-Vestfalia.
Vi furono due contee di Sayn: la prima contea nacque nel 1139. Giovanni, uno dei figli di Eberardo I, nell'ottobre 1154 seguì l'imperatore Federico Barbarossa in Italia dove venne infeudato, dando inizio ad un ramo Sayn-Zan. La contea, già poco dopo la sua nascita, si alleò con la contea di Sponheim. Il conte Enrico II è conosciuto perché nel 1233 fu accusato dal Gran Inquisitore tedesco Corrado di Marburgo di orge sataniche.
Alla morte di Enrico nel 1246 la contea finì ai conti di Sponheim-Eberstein e poi ai conti di Sponheim-Sayn nel 1261.
La seconda contea di Sayn comparve nel 1283 come parte di una spartizione di possessi dei conti di Sponheim-Sayn. Durò fino al 1608 quando fu ereditata dai conti di Sayn-Wittgenstein-Sayn. Delle dispute ereditarie dopo la morte di Guglielmo III di Sayn-Wittgenstein-Sayn fece sì che la contea fosse assegnata temporaneamente all'arcivescovo di Colonia, finché non fu deciso l'erede. Nel 1648, dopo la Guerra dei trent'anni, la contea fu divisa tra i Sayn-Wittgenstein-Sayn-Altenkirchen e i Sayn-Wittgenstein-Hachenburg.
I Sayn-Wittgenstein-Berleburg divennero Principi dell'Impero nel 1792 ma vennero mediatizzati nel 1806, sono tutt'oggi una famiglia strettamente legata alle Case Reali, la madre dell'attuale Principe Gustavo (n.1969), capo della Casa dal 2017, è la principessa Benedetta di Danimarca, vedova di Riccardo II di Sayn-Wittgenstein-Berleburg, figlia di re Federico IX di Danimarca e sorella dell'attuale regina Margrethe II di Danimarca e della regina Anna Maria, vedova di re Costantino II di Grecia.

## Conti di Sayn (1139 - 1246)
- Eberardo I (1139 - 1176)
- Enrico I (1176 - 1203) con...
- Eberardo II (1176 - 1202) con...
- Enrico II (1202 - 1246)

Goffredo II (Conte di Sponheim) (1181 - 1220) - Reggente
Giovanni (Conte di Sponheim-Starkenburg) (1226 - 1246) - Reggente

## Conti di Sayn (1283 - 1608)
- Giovanni I (1283 - 1324)
- Giovanni II (1324 - 1359)
- Giovanni III (1359 - 1403)
- Gherardo I (1403 - 1419)
- Teodoro (1419 - 1452)
- Gherardo II (1452 - 1493)
- Gherardo III (1493 - 1506) con...
- Sebastiano I (1493 - 1498) con...
- Giovanni IV (1498 - 1529)
- Giovanni V (1529 - 1560) con...
- Sebastiano II (1529 - 1573) con...
- Adolfo (1560 - 1568) con...
- Enrico IV (1560 - 1606) con...
- Ermanno (1560 - 1571)
- Anna Elizabetta (1606 - 1608)